# Badicarimo
Badicarimo (em grego: Βαδιχαριμος; em latim: Badicharimus) também chamado Madicaribe (em árabe: ماذكرب; romaniz.: Ma'dikarib; fl. 501 - após 528), foi um chefe árabe (filarco) do começo do século VI. Era filho do quindita Aretas e irmão de Ogaro. Aparece em 501, quando fez raides relâmpago na Palestina, Síria e Fenícia.
Badicarimo, contudo, retirou-se tão rapidamente que impediu que o duque da Palestina Romano pudesse agir. Em 502, a paz foi acordada por seu pai e Badicarimo parou suas invasões. De acordo com as tradições árabes, Badicarimo teria vivido para além de 528, data da morte de Aretas, e teria enlouquecido.